# Wybory parlamentarne w Islandii w 1967 roku
Wybory parlamentarne w Islandii odbyły się 11 czerwca 1967. Wygrała je Partia Niepodległości.

## Wyniki wyborów
| Partia                                        | Liczba głosów | %    | +/–% | Liczba mandatów | +/− |
| --------------------------------------------- | ------------- | ---- | ---- | --------------- | --- |
| Partia Niepodległości (Sjálfstæðisflokkurinn) | 36 036        | 37,5 | -3,9 | 23              | -1  |
| Partia Postępu (Framsóknarflokkurinn)         | 27 029        | 28,1 | -0,1 | 18              | -1  |
| Związek Ludowy (Alþýðubandalagið)             | 16 923        | 17,6 | +1,6 | 10              | +1  |
| Partia Socjaldemokratyczna (Alþýðuflokkurinn) | 15 059        | 15,7 | +1,5 | 9               | +1  |
| inne                                          | 1 943         | 1,1  | –    | –               | –   |
| Razem (frekwencja – 91,4%)                    | 96 855        | 100  |      | 60              |     |
| źródło:                                       |               |      |      |                 |     |